# Tuol Szleng
A Tuol Szleng (khmerül: ទួលស្លែង; „farkasmaszlag-domb”), hivatalos nevén az S–21 a kambodzsai Vörös Khmerek központi börtöne volt Phnompenben. Az intézményben 1976 és 1979 között több mint tízezer embert kínoztak meg, és mindössze heten élték túl bebörtönzésüket. Ma múzeumként üzemel.

## Előzmények
A szélsőbaloldali és szélsőjobboldali eszméket követő Vörös Khmerek 1975. április 17-én bevonultak az ország fővárosába, Phnompenbe. Céljuk a tökéletes kommunizmus megteremtése volt. Az új államot, amely a Demokratikus Kambodzsa nevet kapta, osztályok és magántulajdon nélküli társadalomként képzelték el. Az új rend egyfajta agrárkommunizmus megteremtését tűzte ki célul, amelyben az emberek szinte kizárólag földművelésből élnek. Egyik alaptézisük a khmer felsőbbrendűség volt, Pol Pot, az államot irányító kambodzsai kommunista párt főtitkára gyakorta ismételgette, hogy ha a khmerek képesek voltak felépíteni Angkort, a hatalmas templomvárost, akkor bármit meg tudnak tenni. Új időszámítást vezettek be, amelynek nulladik éve lett 1975. A vörös khmerek eltörölték a pénzt, a szabad piacot, a polgári iskolákat, a magántulajdont, betiltották a külföldi öltözködési szokásokat és a vallást. Az iskolákat, templomokat, kormányzati épületeket és üzleteket bezáratták vagy állatfarmokká, börtönökké alakították. Mint minden kommunista elit, így a vörös khmerek is igen gyanakvóak voltak: mindenhol, mindenkiben ellenséget feltételeztek, akit el kellett pusztítani. A letartóztatott embereket addig kínozták, amíg "vallomást" nem tettek, amelyben elismerték, hogy idegen hatalmaknak, a CIA-nak vagy a KGB-nek kémkedtek. A megkínzottak általában másokat is megneveztek segítőjükként, annak érdekében, hogy véget érjen a szenvedésük. A vörös khmerek őket is elhurcolták. Gyakran a foglyok valamennyi családtagját begyűjtötték, megkínozták és megölték. Irtóhadjáratot folytattak a nem khmer származásúak, az értelmiségiek, a szerzetesek és a művészek ellen.

## Az épület
A líceumot Norodom Szihanuk uralkodása alatt alapították, Ponhea Yat néven, 1955-től Boeung Keng Kang néven működött, 1970-ben pedig felvette a kerület nevét, Tuol Szleng Líceum lett.

## A börtön
A Tuol Szleng, hivatalos nevén S-21, az ország nagyjából kétszáz egységből álló börtönhálózatába tartozott, amelyet a vörös khmerek belbiztonsági szolgálata, a Szantebal irányított. A szolgálat és a börtön parancsnoka Kaing Guek Eav volt. A Tuol Sleng volt a legnagyobb a hasonló célú intézmények között. A börtönt a népnyelv úgy nevezte, hogy a hely, ahova az emberek bemennek, de soha nem jönnek ki. Az őrök és a kihallgatók általában 15 és 19 év közötti fiatal kommunisták voltak, általában paraszti háttérrel. Az S-21 elnevezés először egy 1975 szeptemberi keltezésű dokumentumban tűnt fel. Az intézmény 1976 májusától vagy júniusától működött.

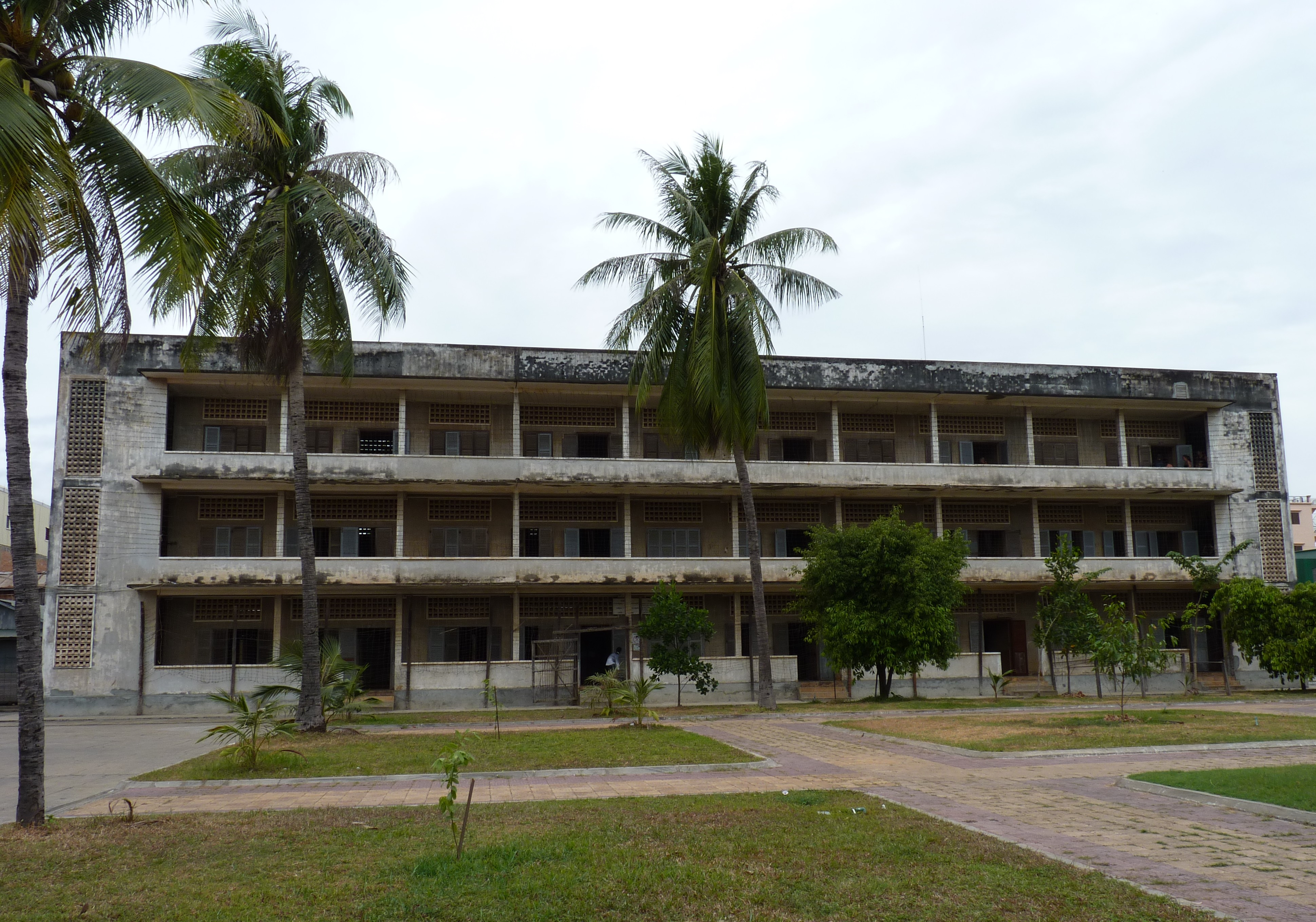

A börtönt egy középiskolából, a Tuol Szvaj Prejből alakították ki. Tuol szleng magyarul azt jelenti, hogy farkasmaszlag-domb. A középiskola öt kétemeletes épületből állt, ezek tantermeiben helyezték el a kihallgatóhelyiségeket és a kétszer egyméteres cellákat. A folyosókat szögesdrót háló borította, nehogy a rabok levessék magukat az emeletről vagy megszökjenek. A maroknyi túlélő beszámolóiból és a különböző hivatalos jelentésekből kiderül, hogy a foglyokat kínzással - korbácsolással, körmük kitépésével, elektromos árammal, felizzított fémtárgyakkal - bírták rá a beismerő vallomásokra. Ezeket a vallomásokat leíratták az áldozatokkal. Az őrök a kisgyerekeket elválasztották szüleiktől. Azt mondták nekik, hogy a gyermekközpontba viszik őket, de ehelyett meggyilkolták a gyerekeket.
Az udvaron ma is látható egy fagerendákból készített keret, amelyen egykor a diákok kötélre másztak. A vörös khmerek a hátrakötött kezüknél fogva húzták fel erre az embereket. Sokan a kínzások alatt haltak meg, őket tömegsírokba temették a börtön területén. A börtönben nagyon szigorú szabályok voltak, a foglyoknak teljes csöndben kellett lenniük, csak akkor szólalhattak meg, ha kérdezték őket, és csak akkor mozdulhattak meg cellájukban, ha arra engedélyt kaptak.
Azokat a rabokat, akik beismerő vallomást tettek, a közeli Csoeng Ek táborban meggyilkolták. Általában este 8 és 9 között terelték teherautókra azokat, akiknek már befejeződött a kihallgatása. A cellájukból elővezetett embereknek azt mondták, hogy egy másik börtönbe kerülnek. A teherautók előtt egy küldönc érkezett a megsemmisítő táborba, és közölte az aznapi fogolyszámot. A rabokat az őrök meggyilkolták, majd gödrökbe temették. 1977-ben naponta átlagosan száz emberrel végeztek.
Az áldozatok számáról eltérő adatok vannak, a különböző források 12-17 ezer közöttire teszik a meggyilkoltak számát. Az áldozatok között külföldiek – amerikaiak, ausztrálok és franciák – is voltak. A börtönben sok korábbi vörös khmer vezető is megfordult, akit árulónak bélyegeztek elvtársaik. A Tuol Szlengben kínozták halálra Vorn Vetet, a rendszer miniszterelnök-helyettesét is.
Tuol Szleng a börtön funkciója mellett a kiképzőtábor szerepét is betöltötte. 12 és 30 év közötti fiatalokat képeztek itt ki többnyire őröknek, vallatóknak, hóhéroknak. Arra tanították őket, hogy legyenek a lehető legkönyörtelenebbek, hogy a lehető legborzalmasabb módon tudják megkínozni az embereket, illetve arra is kiképzést kaptak, hogy a leggyorsabban is végezni tudjanak egy emberrel. Megengedték azt is ezeknek a fiataloknak, hogy szabadon fejlesszék saját fantáziájukat a kínzás és gyilkosság módszerei mentén. Az oktatás vagy a vizsgáztatás során gyakran élő embert használtak fel, aki a börtön valamelyik foglya volt.
A kínzásokon és kivégzéseken túl a Tuol Szlengben embereken végrehajtott kísérleteket is végeztek a vörös khmerek orvosai, így pl. élveboncolásokat.

## A börtön „házirendje”
A frissen érkezett raboknak megmutatták a börtön szabályzatát.

1. Nem kertelsz, egyenesen válaszolsz a kérdéseimre.
2. Ne próbálj félrevezetni. Nem tűröm a kétértelmű válaszokat.
3. Ne játszd előttem a gyengét, a beteget, ne tettesd hülyének magad, úgyis tudom, szimulálsz.
4. Nincs gondolkodási időd, azonnal felelned kell a kérdésemre.
5. Nem politizálsz, nem papolsz, nem játszod a hazafit, nem agitálsz, nem mondasz nekem mesét; nincs más jogod, csak felelsz nekem.
6. Ne merj jajgatni, kiabálni, ha megverlek, ha megszúrlak, ha bekapcsollak az áramkörbe.
7. Nem kell elszámolnom a bőröddel. Minden engedetlenségedért kedvem szerint tíz botütéssel, öt áramütéssel büntetlek, de rosszabbul is járhatsz, úgy vigyázz!

Ezen kívül minden cellában található volt egy másik, hasonló „házirend”.

1. Zárkatársaddal, szomszédoddal nem beszélsz!
2. Csak azt teheted, amit őröd megengedett!
3. Ne próbálj lármát csapni, mert megjárod!
4. Ha meghallod, őröd közelít, hasra fekszel!
5. Meg ne kíséreld e rendelkezések kijátszását!

## A börtön felfedezése
A börtönre 1979. január 8-án bukkant rá két vietnámi riporter, aki a reguláris csapatokkal érkezett az országba. A csöndes, rozsdás fémkerítéssel kerített magányos épülethez az onnan áradó bűz vezette el őket. A két újságíró akkor jött rá a létesítmény céljára, amikor a földszinten meglátta a holttesteket. Némelyikük vaságyhoz láncolva hevert. A padlót borító vér még friss volt. Egy nappal korábban, 1979. január 7-én amikor a vietnámi csapatok elfoglalták a várost, a Tuol Szleng őrei elmenekültek, de előbb még 14 embert meggyilkoltak.
Az újságírók fotókat készítettek, majd beszámoltak a látottakról a vietnámi csapatoknak. Este a katonák elégették a holttesteket. A következő napokban a vietnámiak és kambodzsai segítőik rengeteg dokumentumra bukkantak egy közeli házban. A vörös khmerek nagyon pontos nyilvántartást vezettek foglyaikról: valamennyiüket lefotózták. Néha nemcsak kínzás előtt, hanem utána is. A dokumentumok között így legalább hatezer fotónegatív volt.
Az első külföldiek, akiknek a vietnámiak megmutatták a börtönt, egy csoport újságíró volt a baráti államokból. A kubai Miguel Rivero így írt később tapasztalatairól: „A padlón még ott voltak a vérnyomok. A bűz átható volt. Zöld legyek ezrei keringtek a szobában”. 1979 februárjában vagy márciusában megérkezett a városba a khmer nyelven folyékonyan beszélő Mai Lam ezredes, akinek nagy tapasztalata volt a jogi ügyekben és a muzeológiában. Feladata az volt, hogy rendszerezze a dokumentumokat. A kambodzsai népirtás dokumentumainak feldolgozásában az amerikai Yale Egyetem jár élen napjainkban.
Mivel ezáltal rengeteg közvetlen bizonyíték állt a rendelkezésre, a börtön igazgatóját Kaing Guek Eav-ot ítélték el elsőként a vörös khmerek elleni perben.

## Múzeum
Az egykori börtön épületeiben ma múzeum működik. Bejárhatók a régi cellák, kihallgatóhelyiségek. Több teremben a népirtás tárgyi emlékei találhatók: a bebörtönzöttek fotói, eszközök, amelyekkel kínozták őket, kézzel írt beismerő vallomások.

## Galéria

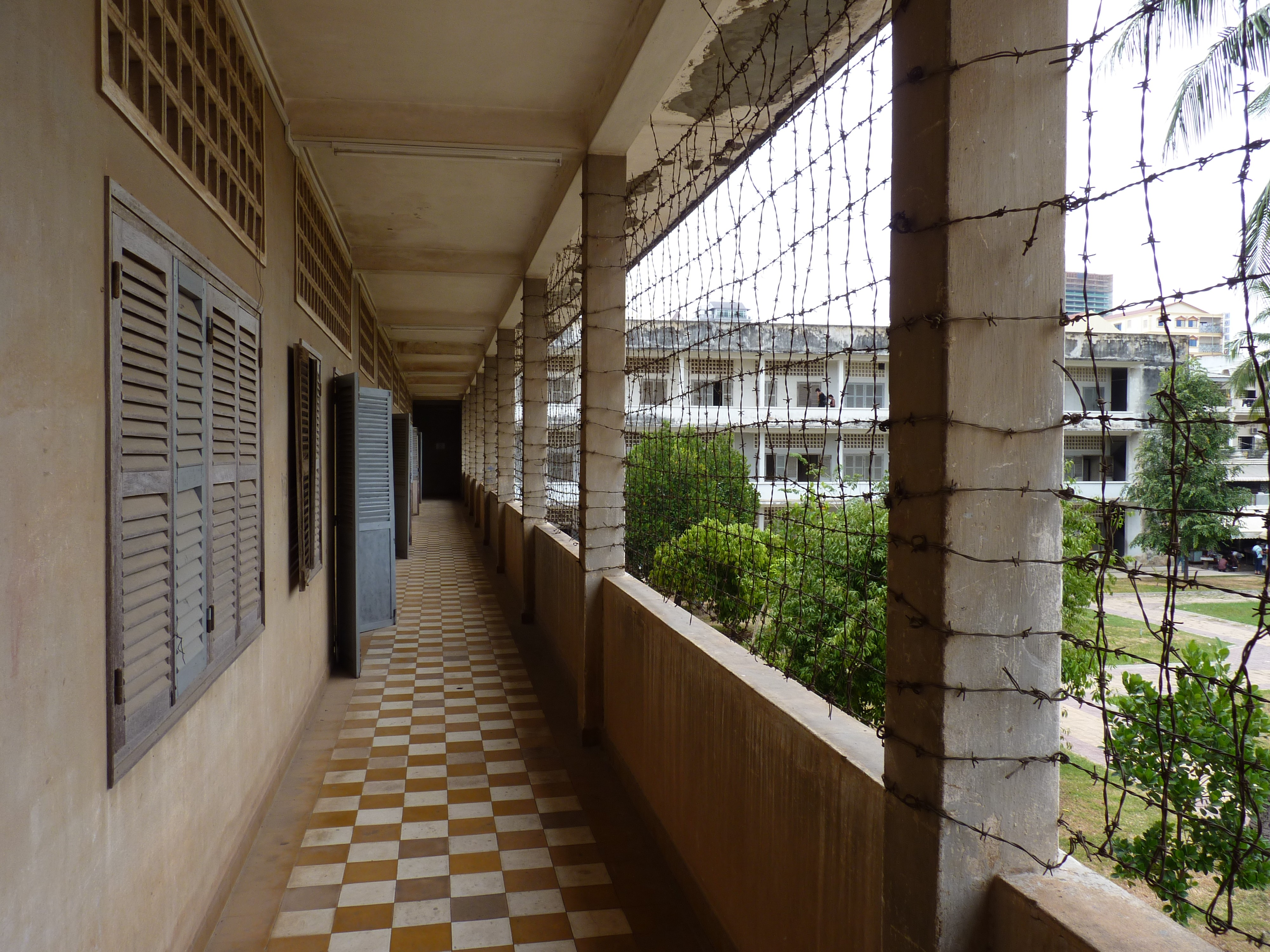
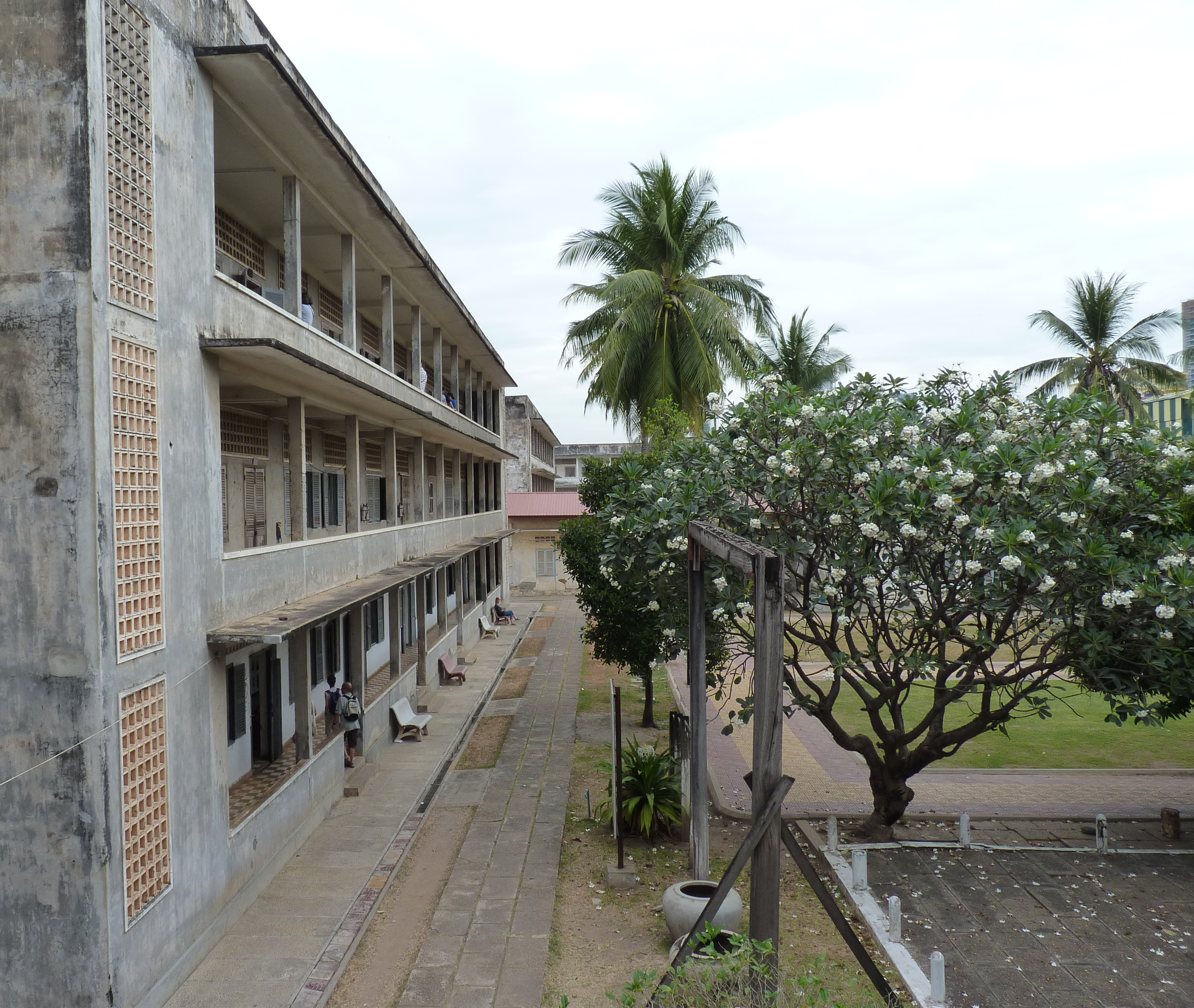
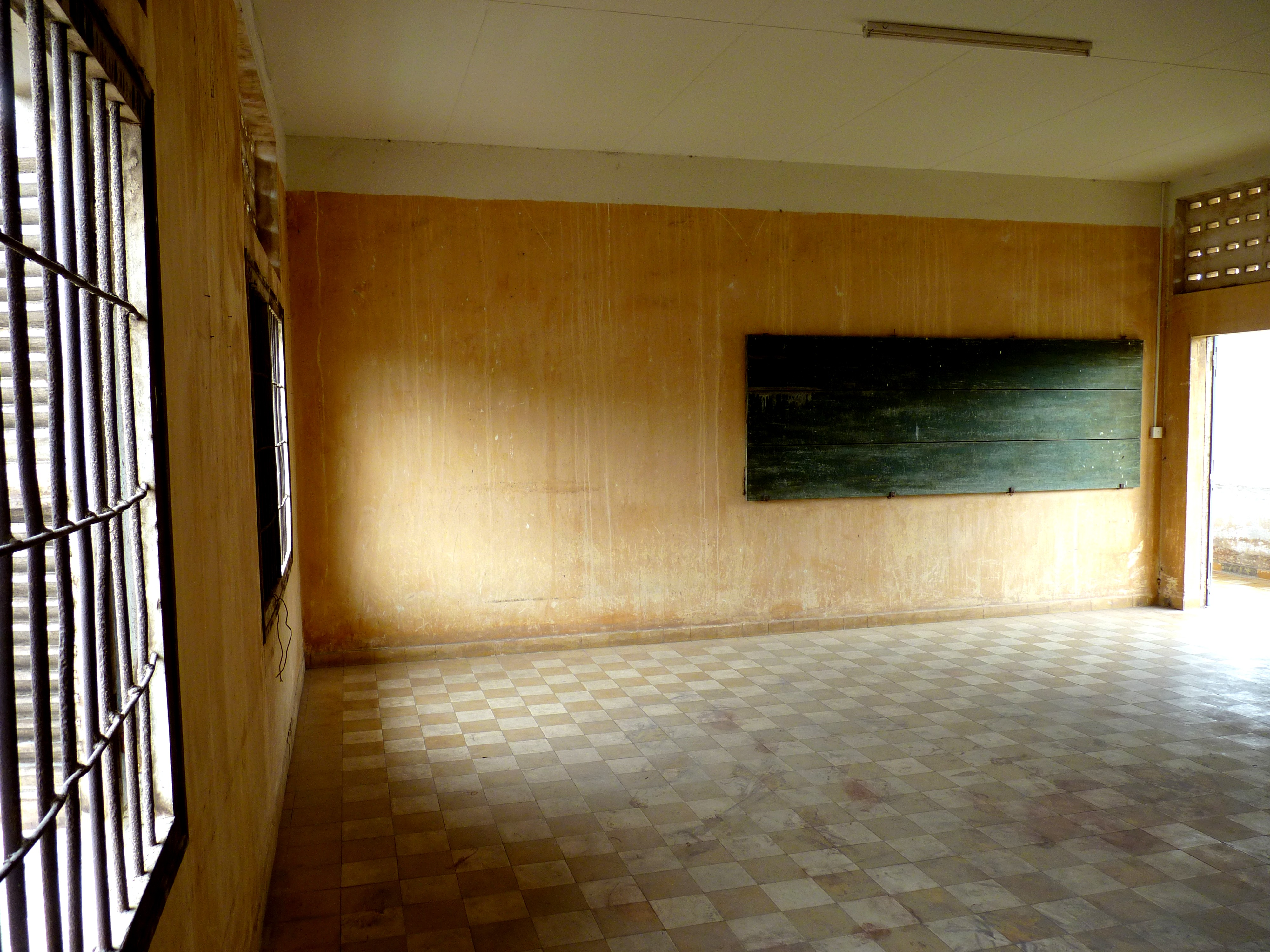
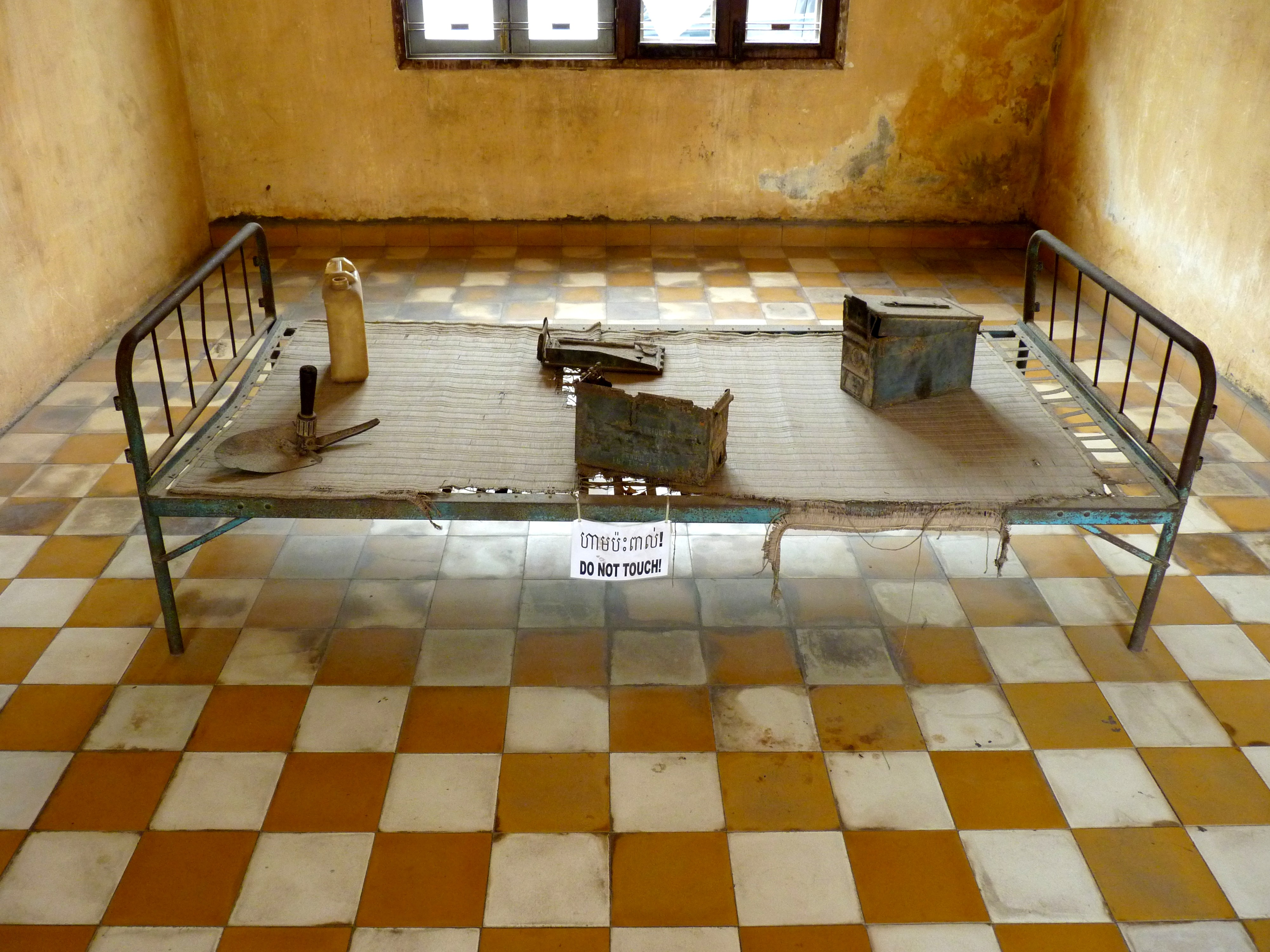
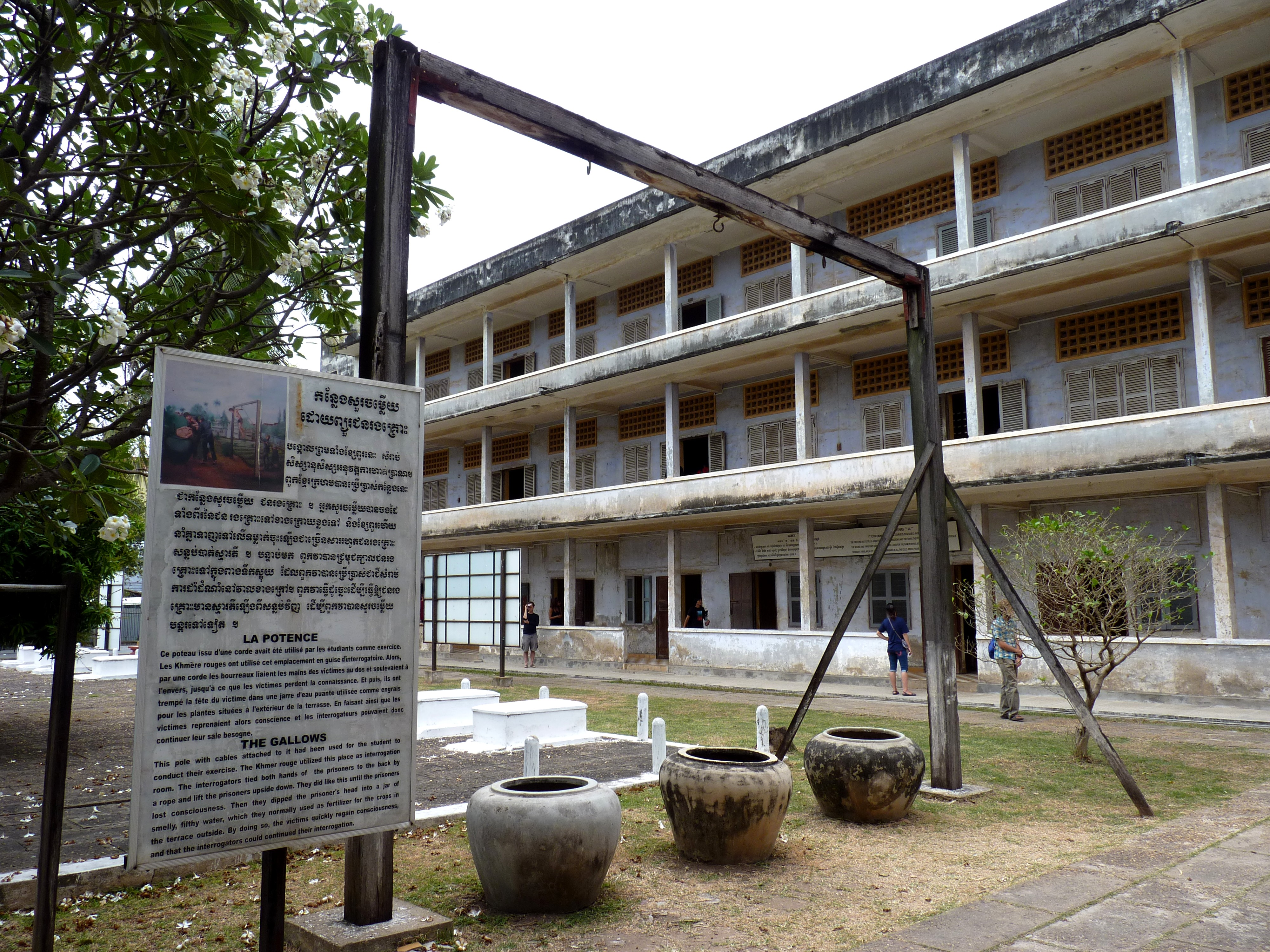
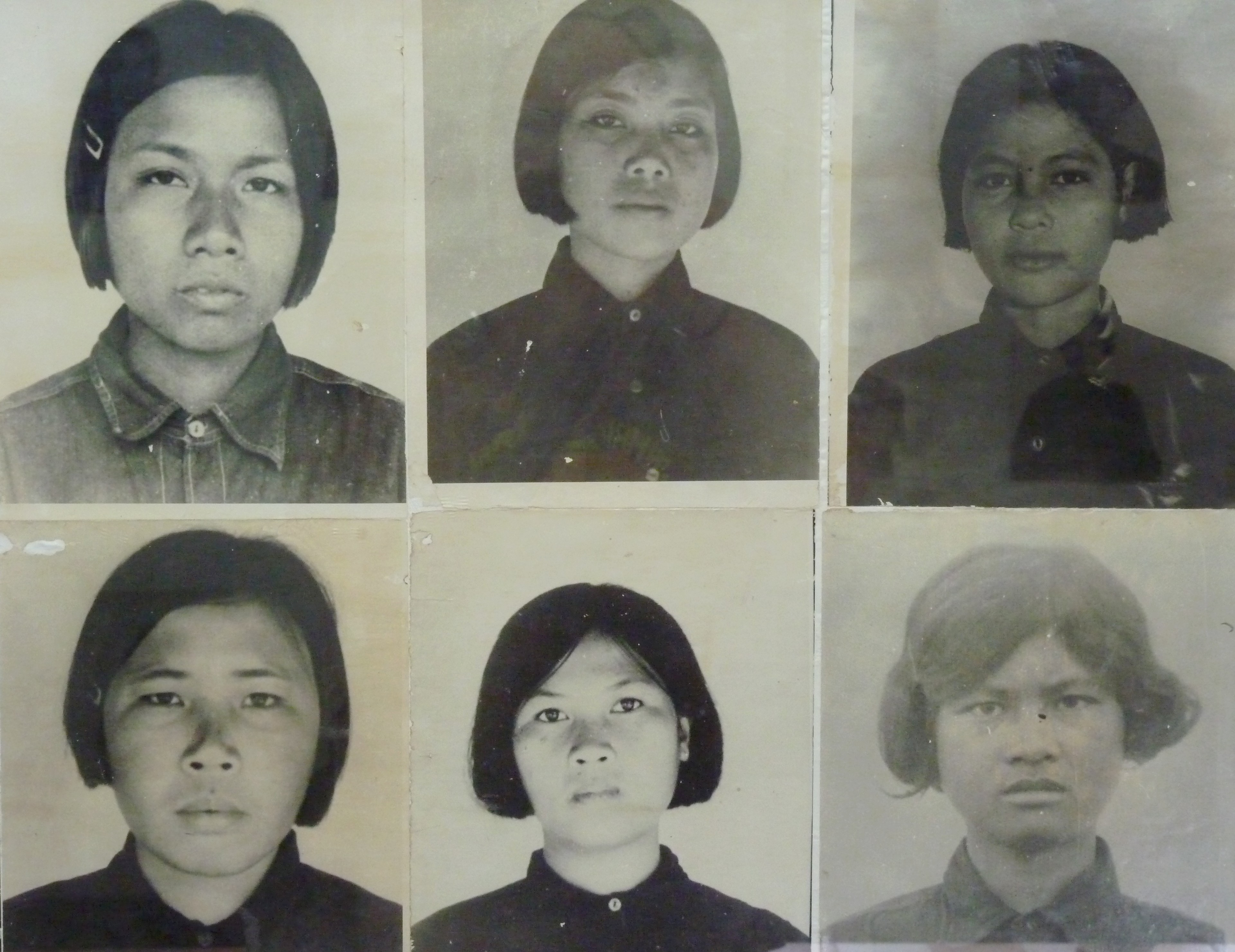
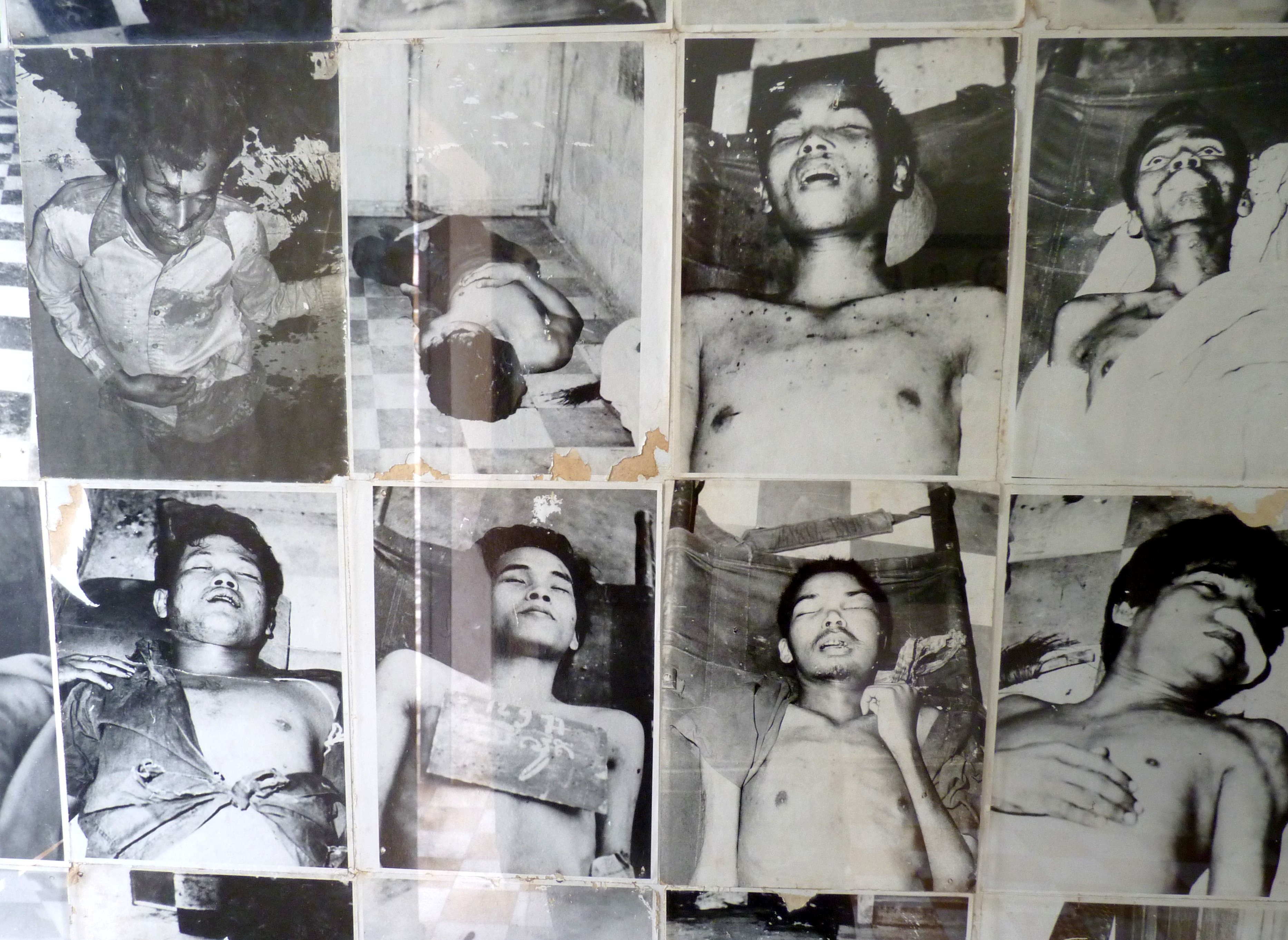
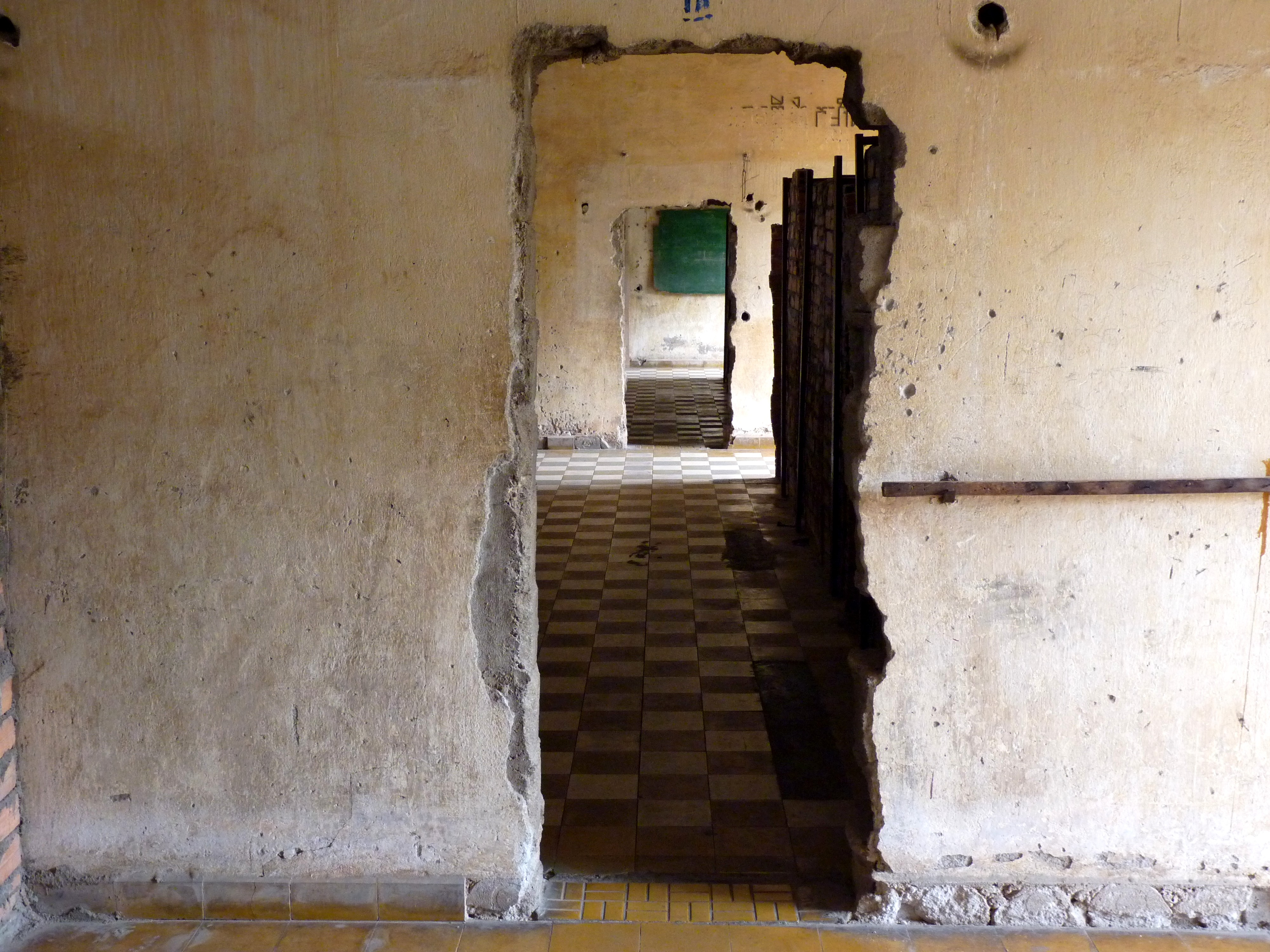
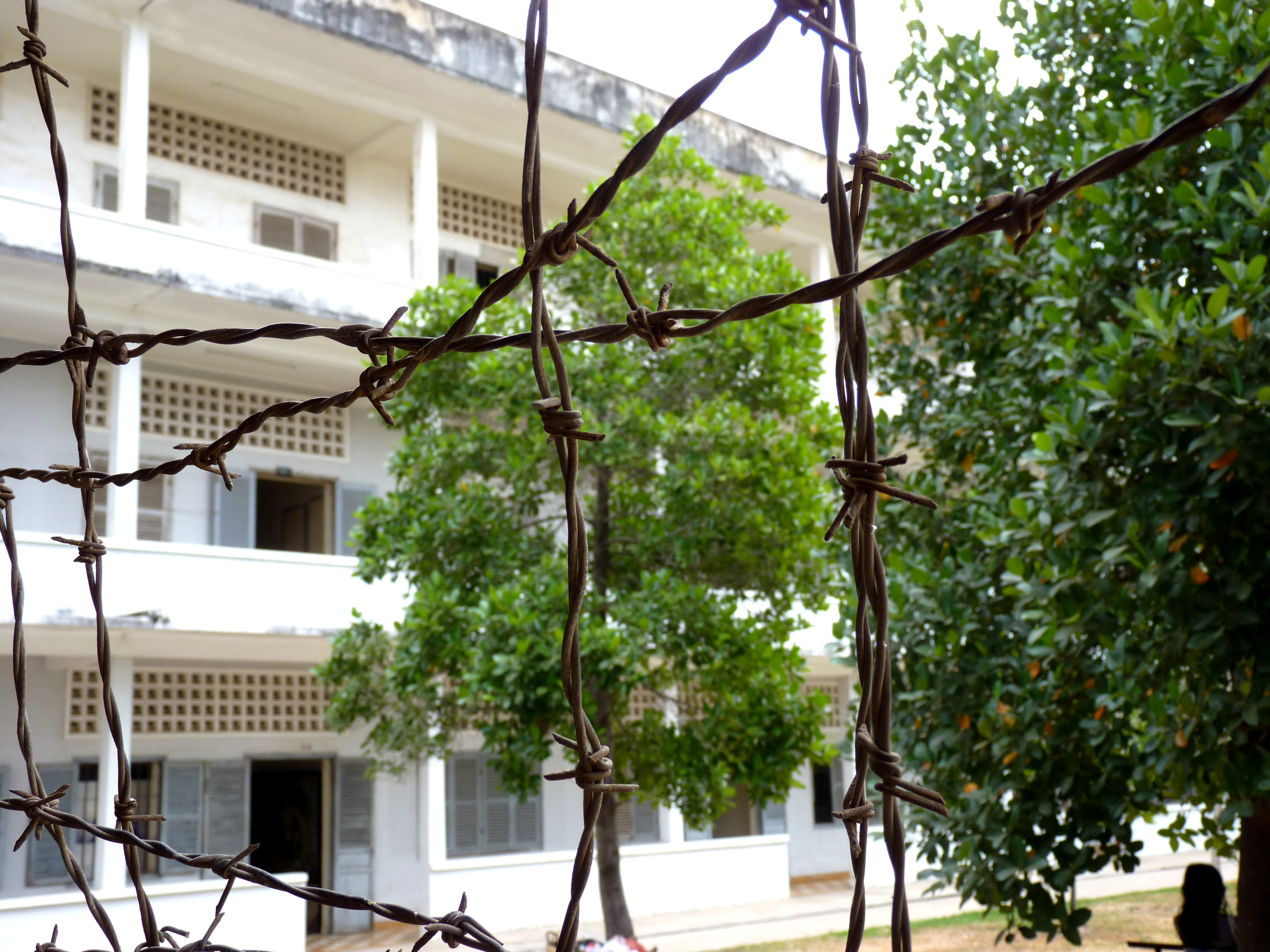